# 東郷重治
東郷 重治（とうごう しげはる、生没年不詳）は、島津家家臣。通称は与助、与七、安房介。また休伴入道とも。「本藩人物誌」では瀬戸口重為次男で、東郷重位の兄とする。

## 略歴
- 元亀3年（1572年）9月27日：下大隅荒平の合戦で、伊地知朝重や伊集院久春とともに戦功をあげる。
- 「上井覚兼日記」の天正12年から14年の記述に「瀬戸口安房介」で登場。当時、唐船噯（あつかい）や守護の島津義久の料理の調理役を務める。天正12年12月27日には水鳥を料理している。
- 天正15年（1587年）の泰平寺行きに御供。同年の上洛時にも御供し、記録に「瀬戸口与助[2]。」とある。
- また、嫡家の東郷重虎（のちの島津忠直）より「瀬戸口」姓から「東郷」姓への改姓の免許を得て、東郷氏を称す（天正15年の上洛以降か）。
- 文禄年中の石高、400石[3]。
- 慶長年間、久志秋目郷地頭[4]。年代不詳ながら内之浦地頭[5]、山川地頭[6]に就任。
- 慶長年間の島津義久の国分新城移住に御供したらしく、「国分諸古記」の『慶長10年 国分衆中』に「東郷安房入道、子 十左衛門、その子十左衛門」と記載あり。なお、同資料には「東郷藤兵衛尉 子 肥前、その子藤兵衛」[7]や、「瀬戸口三左衛門尉」[8]の記載もある。
- 慶長14年の琉球侵攻に参加。[9]
- 「国分諸古記」の『慶長15年9月22日 九満崎御宮作ニ付すすめ日記』に「同（鳥目）三十文 東郷休伴老」とある。なお、同資料には「同（真米）壱升 東郷長門守殿」もある

## 家族
- 子：東郷重恒
  - （「東郷町史」によると寛永11年死去）。山川郷地頭、高江郷地頭、川内山田郷地頭に就任。この地頭就任については「本藩人物誌」には記載されている。
- 孫：東郷重仍
  - （「東郷町史」による生没年は慶長11年ー寛文5年）。川内山田郷地頭職、久志秋目地頭職、野尻郷地頭職に就任。なお、「諸郷地頭系図」では『久志秋目地頭、明暦3年ー寛文2年、東郷十左衛門』と『野尻郷地頭、寛文2年6月15日ー寛文5年7月まで、東郷十左衛門重仍』がある。また、室は町田氏。万治2年の石高は420石8斗7升。

- 安永7年完成の「三州御治世要覧　巻37」に「東郷十左衛門」が一番与小番に見られるが、重仍の子孫である。

## 異説・その他
- 示現流の宗家高弟の系譜を記した久保之英の「示現流聞書喫緊録略系図」では、「本藩人物誌」で兄とする重治を重位の実父だとしている。同書では当時、東郷に改姓していた重治の次男であった重位が、嫡家瀬戸口氏に嗣子なき故に同家の養子になったという。なお、この説の真偽は不明。
- 重治の生没年については不明だが、「国分郷土誌 資料編」の「慶長10年 国分衆中」や慶長15年の久満崎社の資料には東郷重治と思われる人物が出る。また、「鹿児島県史料集　旧記雑録後編4」の慶長18年の資料に「東郷安房入道休伴　高401石7斗8舛7合　門屋敷14　」とある。しかし、元和6年の石高についての資料では「東郷十左衛門（重恒と思われる）」が登場するので、慶長18年から元和6年の間に死去した可能性が高い。
- 「示現流聞書喫緊録附録系図」で文禄年間に400石もらったのは重恒（東郷重位の甥。著作いわく重位の兄）であるとしているが、「鹿児島県史料集　旧記雑録」や「国分諸古記」を見れば、慶長以降も重治が十左衛門家当主であることがわかる。
- 東郷十左衛門家については川崎大十著の「さつまの姓氏」や「東郷町史」に掲載されている。しかし同書では東郷重治を、日置流弓術初代師範の東郷重尚と混同してしまっている。東郷重尚は加治木衆から鹿児島衆になった人だから、国分衆の瀬戸口流東郷氏とは関係は薄く、当然同一人物ではない。なお、「さつまの姓氏」での日置流初代師範の東郷重尚の系図は本当は「重張流」の方である。